# Richert
Richert är ett efternamn, som i Sverige bärs av en släkt av tyskt ursprung. Den svenska släktens äldsta kände medlem är Joachim Richert (död 1666) som invandrade till Sverige från Stralsund, och blev rådman i Ronneby. I äldre källor påförs det att släkten var en fransk adelsläkt som under hugenottkrigen led svåra förföljelser och utvandrade till Tyskland, men den uppgiften har senare betecknats som osannolik.
Offentlig statistik tillgänglig i maj 2018 uppger att 109 personer med efternamnet Richert var bosatta i Sverige. Dessutom hade 6 män Richert som förnamn, varav 1 som tilltalsnamn (första förnamn).

## Personer med efternamnet Richert
- Arvid Richert (1887–1981), diplomat och ämbetsman
- Ebba Richert  (1904–1980), författare
- Gustaf Birger Richert (1789–1863), jurist
- Gösta Richert (1888–1987), ingenjör och företagsledare
- Johan Richert (1716–1783), rådman och riksdagsman
- Johan Christer Emil Richert  (1823–1895), jurist
- Johan Gabriel Richert  (1784–1864), jurist och politiker
- Johan Gustaf Richert  (1857–1934), professor i vattenbyggnadskonst och företagsledare
- Josef Richert (1828–1895), ingenjör och ämbetsman
- Margit Richert (född 1981), kulturskribent och författare
- Mårten Birger Richert (1837–1886), nordist
- Nate Richert (född 1978), amerikansk skådespelare

## Släkttavla
Efterkommande till den först invandrade Joachim Richert var i två generationer handlande i Karlshamn. I den tredje generationen ingick Johan Richert, som blev rådman i samma stad och från vilken de här anförda personerna haärstammar.
- Johan Richert, rådman i Karlshamn
  - Olof Johan Richert (1753–1807) häradshövding
    -       -         - Ebba Richert (1904–1980), författare

  - Johan Richert (1755–1812), häradshövding
    - Johan Gabriel Richert  (1784–1864), jurist och politiker
      - Josef Gabriel Richert (1828 1895), ingenjör och ämbetsman
        - Johan Gustaf Richert  (1857–1934), professor i vattenbyggnadskonst och företagsledare
          - Arvid Richert (1887–1981), diplomat och ämbetsman
          - Gösta Richert (1888–1987), ingenjör och företagsledare

    - Gustaf Birger Richert (1789–1863), häradshövding
      - Mårten Birger Richert (1837–1886), professor i nordiska språk

    - Nils Christer Richert 1795–1827), landssekreterare
      - Johan Christer Emil Richert  (1823–1895), jurist, statsråd